# Werbkowice Wąskotorowe
Werbkowice Wąskotorowe – zlikwidowana wąskotorowa stacja kolejowa na terenie wsi Werbkowice w gminie Werbkowice, w województwie lubelskim, w Polsce.